# 鈴木範久
鈴木 範久（すずき のりひさ、1935年〈昭和10年〉1月7日 - ）は、日本の宗教史学者、立教大学名誉教授。近代日本キリスト教を研究し、内村鑑三研究と日本語聖書翻訳研究の第一人者として知られる。

## 略歴
愛知県生まれ。東京大学大学院宗教学専攻博士課程満期退学。1967年立教大学一般教育部助教授、教授、コミュニティ福祉学部教授、2002年定年退任、名誉教授。

## 著書
- 『倉田百三 近代日本人と宗教』大明堂、1970
- 『内村鑑三とその時代 志賀重昂との比較』日本基督教団出版局、1975、新版1985
- 『明治宗教思潮の研究 宗教学事始』東京大学出版会、1979
- 『内村鑑三をめぐる作家たち』玉川大学出版部「玉川選書」、1980
- 『内村鑑三』岩波新書、1984
- 『現代人の心と仏教』「日本仏教のこころ」大蔵出版、1986
- 『「代表的日本人」を読む』大明堂、1988
- 『日本キリスト教史物語』教文館、2001
- 『日本宗教史物語』聖公会出版、2001
- 『テキストで読む日本福祉の夜明け』聖公会出版、2001
- 『我々は後世に何を遺してゆけるのか　内村鑑三『後世への最大遺物』の話』学術出版会「学術叢書」、2005
- 『聖書の日本語 翻訳の歴史』岩波書店、2006
- 『中勘助せんせ』岩波書店、2009
- 『信教自由の事件史 日本のキリスト教をめぐって』オリエンス宗教研究所、2010
- 『近代日本のバイブル　内村鑑三の『後世への最大遺物』はどのように読まれてきたか』教文館、2011
- 『内村鑑三の人と思想』岩波書店、2012
- 『道をひらく　内村鑑三のことば』NHK出版、2014[4]
- 『聖書を読んだ30人　夏目漱石から山本五十六まで』日本聖書協会、2017
- 『日本キリスト教史　年表で読む』教文館、2017
- 『文語訳聖書を読む　名句と用例』ちくま学芸文庫、2019
- 『内村鑑三交流事典』ちくま学芸文庫、2020
- 『聖書語から日本語へ』 教文館、2023
- 『内村鑑三問答』新教出版社、2024

### 翻訳
- 内村鑑三『余はいかにしてキリスト信徒となりしか』 白凰社名著選 1972／岩波文庫 2017.2
- 内村鑑三『代表的日本人』 岩波文庫 1995.7、ワイド版1997

## 編著
- 『最初の良心的兵役拒否 - 矢部喜好平和文集』教文館、1997
- 内村鑑三研究資料集成 全9巻 クレス出版 2015

### 共編著
- 日本人のみたキリスト教 ヨゼフ・J.スパー共編 オリエンス宗教研究所 1968
- 内村鑑三全集 全40巻 岩波書店 1981-83。編集委員
- 内村鑑三談話 岩波書店 1984
- 内村鑑三選集 全8巻 岩波書店 1990。別巻「内村鑑三を語る」を編
- 内村鑑三日録 全12巻　教文館 1993-99
- 内村鑑三著作・研究目録　教文館 2003　監修、藤田豊編
- 知の礎 原典で読むキリスト教 月本昭男、佐藤研、菊地伸二、西原廉太共著 聖公会出版、2006.3
- 新渡戸稲造論集 岩波文庫 2007.5
- 対照・太宰治と聖書　田中良彦共編 聖公会出版 2014
- 日本キリスト教歴史人名事典 教文館 2020 監修

## 参考
- 現代日本人名録2002